# Cryptoheros cutteri
Cryptoheros cutteri és una espècie de peix de la família dels cíclids i de l'ordre dels perciformes.

## Morfologia
Els mascles poden assolir els 11,2 cm de longitud total.

## Distribució geogràfica
És endèmic de l'Amèrica Central: Hondures i Guatemala.